# Colubrina (artilharia)

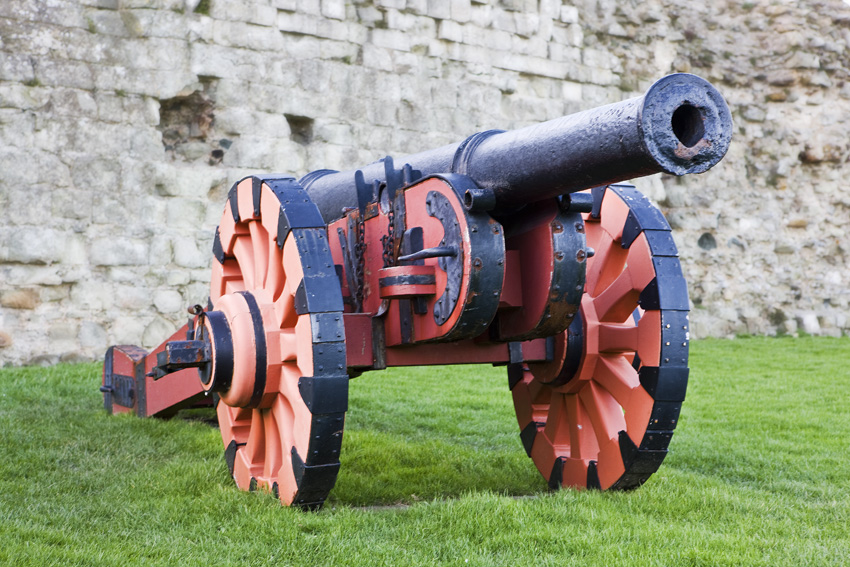
Uma colubrina.

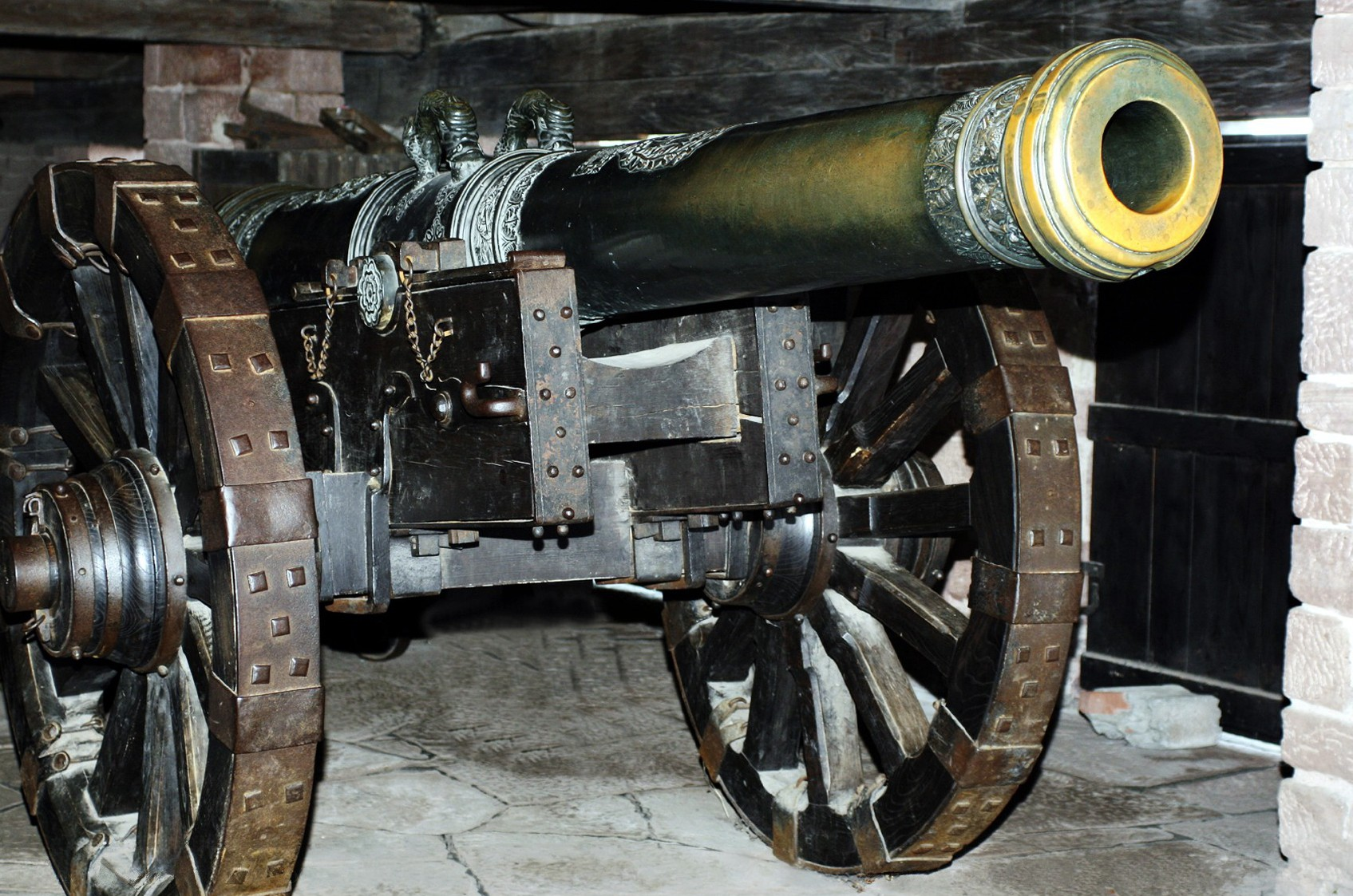
Outro exemplo de colubrina.

A Colubrina foi um ancestral relativamente simples do mosquete e, mais tarde, um canhão medieval, adaptado para uso pelos franceses como "couleuvrine" (de couleuvre "cobra de grama") no século XV, e mais tarde adaptado para uso naval pelos ingleses no final do século XVI. A colubrina foi usada pela artilharia naval para bombardear alvos à longa distância. A arma tinha um cano relativamente longo e uma construção leve. A culverina disparava projéteis esféricos sólidos com alta velocidade de saída do cano, produzindo um alcance relativamente longo e trajetória plana.[carece de fontes?]